# Hédauville Communal Cemetery Extension
Le Hédauville Communal cemetery Extension  est un cimetière militaire de la Première Guerre mondiale, situé sur le territoire de la commune d'Hédauville, dans le département de la Somme, au nord-est d'Amiens.

## Localisation
Ce cimetière, situé au nord du village, est accessible par un petit sentier gazonné longeant le cimetière communal.

## Histoire

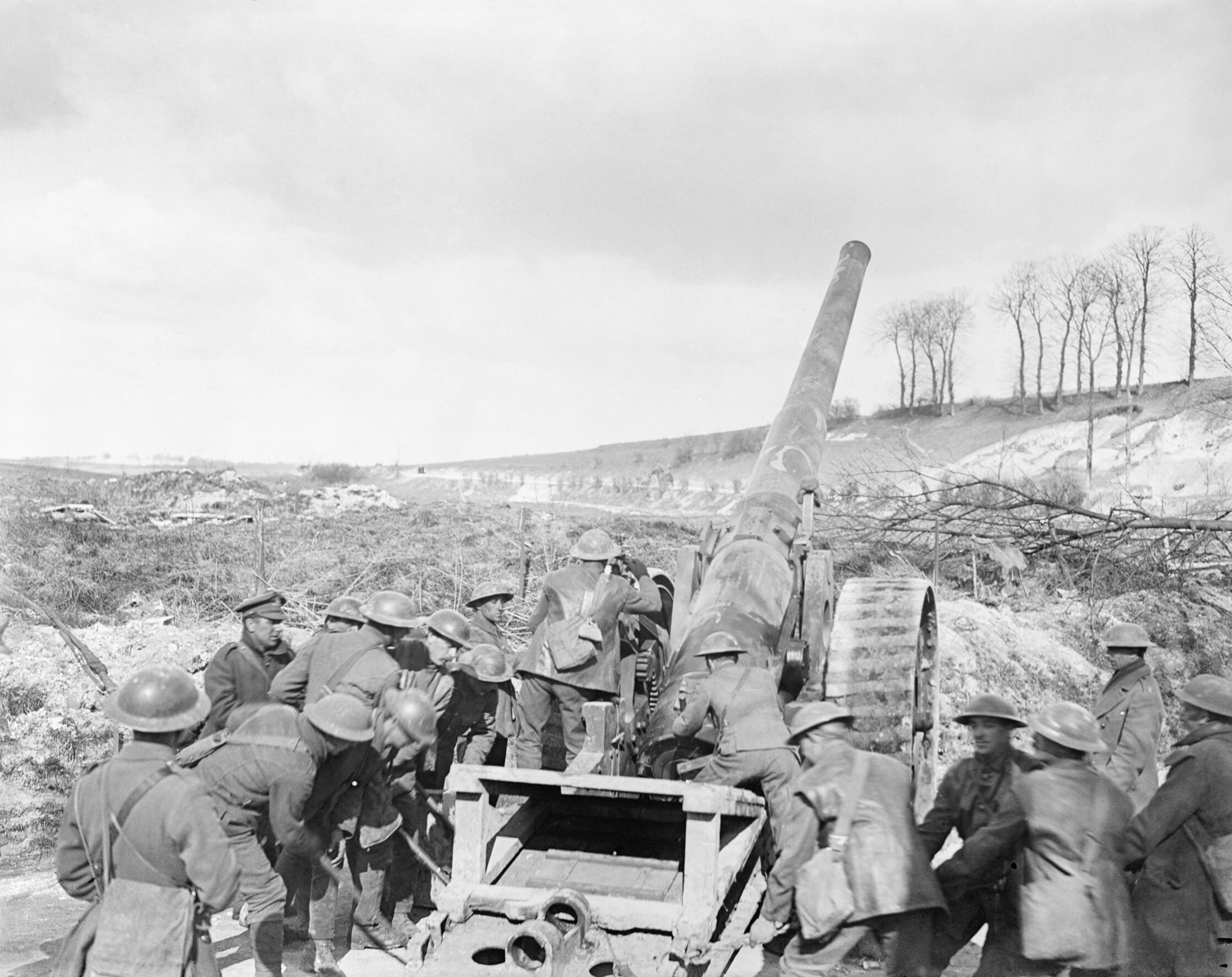
Un canon Mark VII de 6 pouces de la Royal Garrison Artillery en action près d'Hedauville, le 26 mars 1918.

Ce cimetière fut commencé fin mars 1918, lorsque la ligne l'Offensive du Printemps de l'armée allemande fut arrêtée  à une courte distance à l'est du village. Il fut utilisé par les ambulances de campagne et les unités combattantes jusqu'au mois d'août suivant. L'extension contenait 95 tombes à l'Armistice, mais a ensuite été agrandie lorsque des tombes ont été importées des champs de bataille environnants de mars à août 1918. Il y a maintenant 178 sépultures de la Première Guerre mondiale dans l'extension et deux de la Seconde Guerre mondiale L'extension a été conçue par W H Cowlishaw.

## Caractéristiques
Ce cimetière a un plan rectangulaire de 30 m sur 25.

Il est clos par un muret de briques .

Le cimetière a été conçu par Sir William Harrison Cowlishaw .

## Galerie

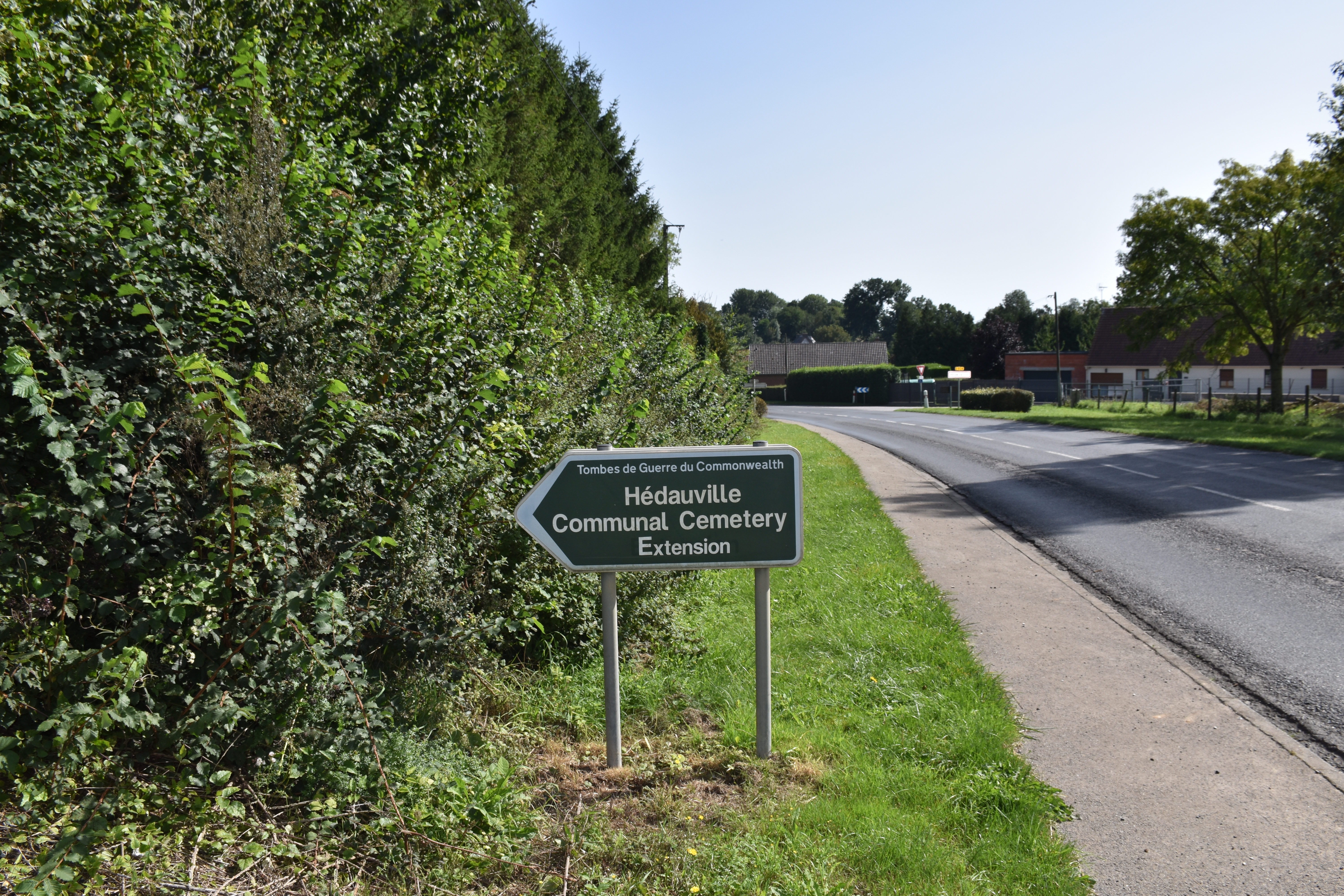
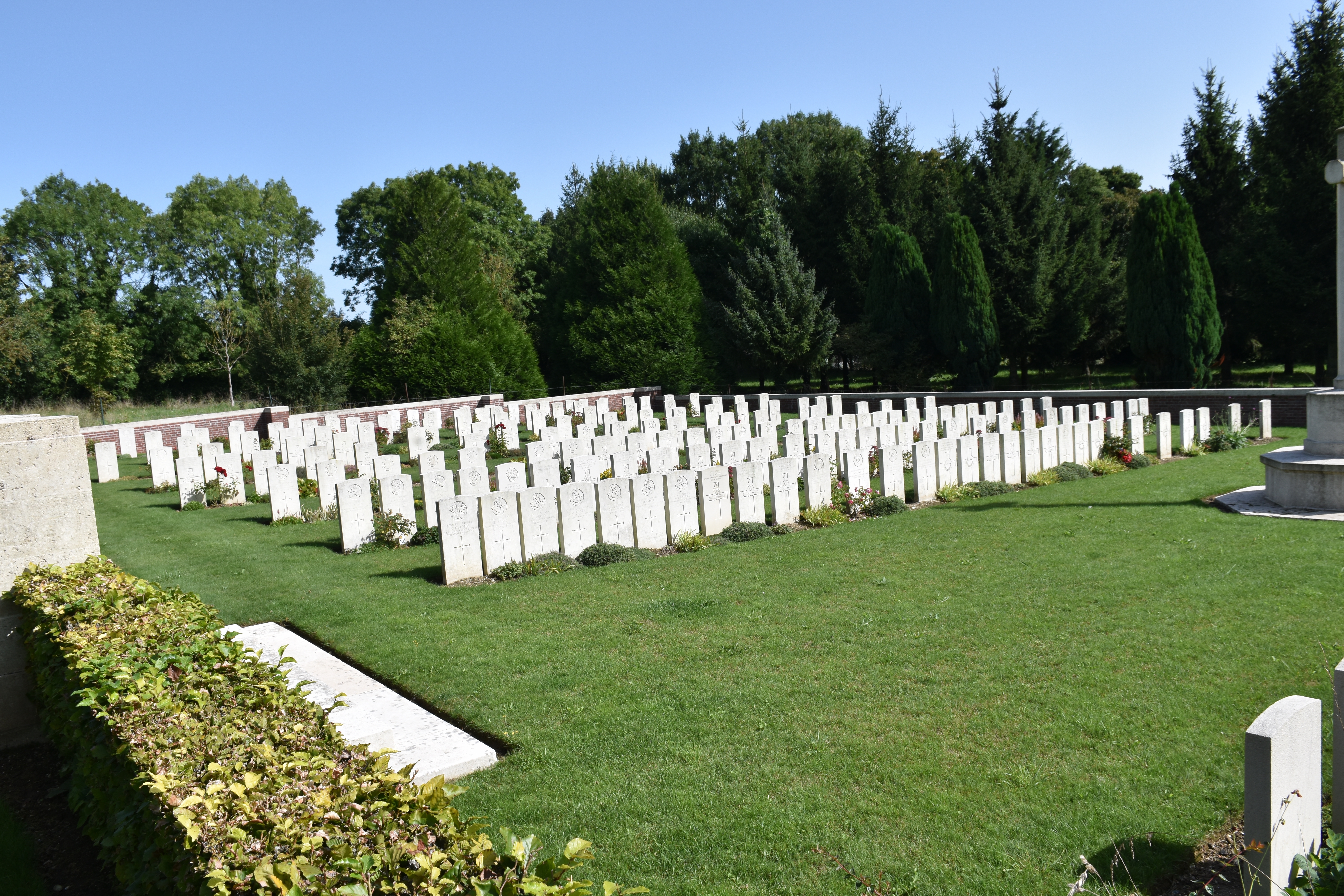
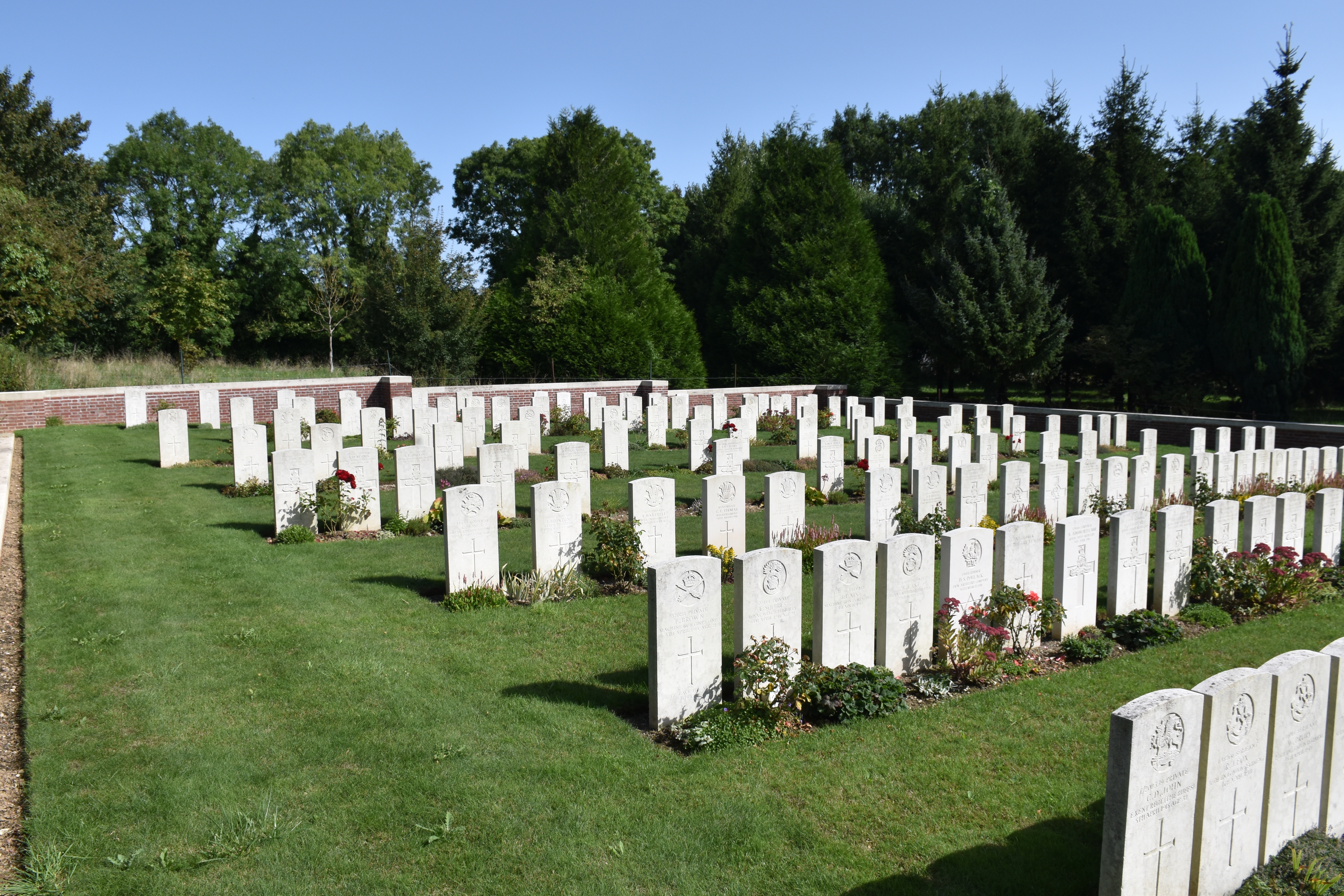
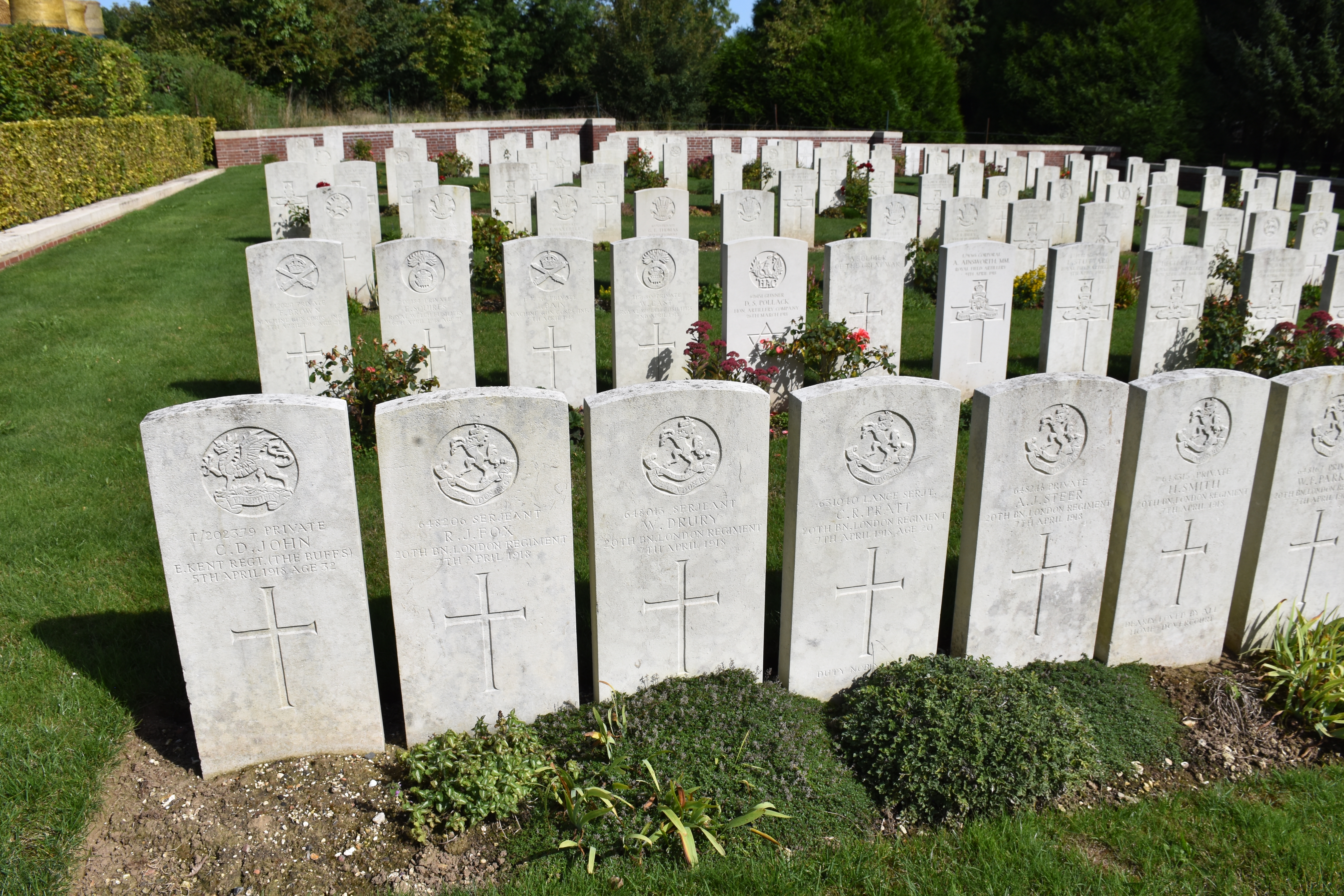
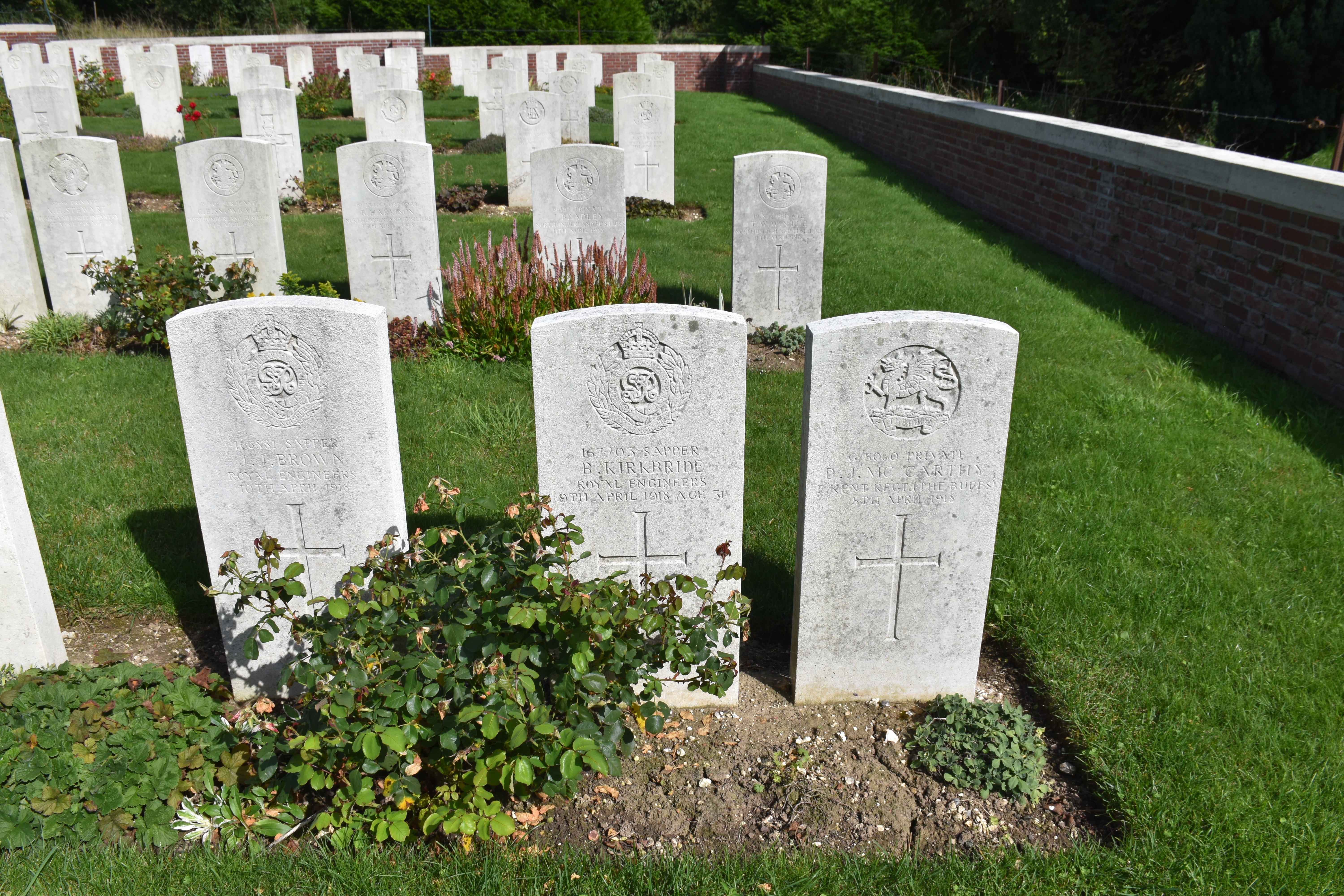

## Sépultures
| Pays             | Sépultures |
| ---------------- | ---------- |
| Royaume-Uni      | 170        |
| Nouvelle-Zélande | 9          |
| Australie        | 1          |
| Total            | 180        |